# Westerholz
Ne doit pas être confondu avec Mary Westenholz.
Westerholz (en danois: Vesterskov) est une commune de l'arrondissement de Schleswig-Flensbourg, Land de Schleswig-Holstein.

## Géographie
La commune est située près d'une falaise au-dessus du fjord de Flensbourg.
Elle regroupe les quartiers de Dollerupholz et Unewattholz depuis 1970.

## Histoire
Le village de Westerholz est fondé à la fin du XVIIIe siècle par des gens du domaine de Grundhof. Dollerupholz est mentionné la première fois en 1607.
En 1876, on construit le moulin qui est aujourd'hui protégé. 
Jusqu'en 1961, il y avait des briqueteries dans la commune.

## Personnalités liées au village
- Heinrich Petersen-Angeln (1850-1906), peintre né à Westerholz.
- En 1911, l'écrivain régionaliste Georg Asmussen (de) s'installe à Westerholz, qui est alors un lieu de vacances apprécié et possède une maison de retraite. Sa villa existe toujours.

- De 1913 à 1940, le peintre expressionniste Erich Heckel vient y passer l'été.